# Telesandomenico
Telesandomenico (TSD Tv) è una rete televisiva italiana privata a diffusione regionale.

## Il canale
TSD è un'emittente televisiva della Toscana, che raggiunge le Province di Arezzo, Firenze, Prato e Perugia.
Nata nel 1980 ad Arezzo, è oggi affidata alla Fondazione TSD Comunicazioni che è stata costituita nel 1998 per lo sviluppo delle attività di comunicazione. In Toscana rappresenta l’emittente con il più alto livello di continuità negli ascolti coprendo un bacino d'utenza potenziale di circa 400mila spettatori.
TSD è una delle emittenti locali che trasmettono in syndication la programmazione di TV2000.
Quando c'è stato lo switch-off, TSD ha conquistato il quinto posto nella graduatoria regionale stilata dal Ministero dello Sviluppo Economico, anche grazie all'accordo con altre emittenti toscane.
La frequenza sul digitale terrestre di TSD è UHF 25; il numero LCN è 85.

## Le produzioni
Nelle sue produzioni TSD riserva ampio spazio a:
- Le scuole, gli studenti e tutte le loro attività negli istituti scolastici
- I gruppi linguistici stranieri inglesi, francesi, polacchi, albanesi, romeni, e arabi attraverso appositi notiziari settimanali nella loro lingua madre
- Il terzo settore, con particolare attenzione al mondo della disabilità, attraverso rubriche dedicate e il coinvolgimento nell’attività della redazione di persone disabili
- Gli sport “minori”, senza trascurare i “maggiori”
- Le vicende internazionali, con una particolare attenzione alla Terra Santa e a Gerusalemme[2]